# Іванов Вілен Миколайович
Іванов Вілен Миколайович ( рос. Иванов Вилен Николаевич; нар.. 6 липня 1934, Полтава) — радянський і російський соціолог, доктор філософських наук, професор, член-кореспондент Російської академії наук (РАН) (30.05.1997), радник РАН (з жовтня 2005), член бюро відділення суспільних наук РАН, віце-президент Російської академії соціальних наук, головний редактор журналу «Наука. Культура. Общество», член Президії Російської соціологічної асоціації, почесний член Російського товариства соціологів, дійсний член Академії соціальних наук Білорусі, віце-президент Міжнародної академії союзної держави Росія-Білорусь, член Спілки письменників Росії, дійсний член Академії літератури (з 2006 р.). Почесний доктор Інституту соціології РАН.

## Біографія
У 1965 р. закінчив Військово-політичну академію імені В. І. Леніна (з відзнакою).
З 1983 р. по вересень 1988 р. був директором Інституту соціологічних досліджень (ІСД АН СРСР).
З 1991 р. по 2005 р. був першим заступником директора Інституту соціально-політичних досліджень РАН (ІСПД РАН).
В даний час заступник завідувача Відділу соціології національної безпеки і федералізму ІСПД РАН.
Член редакційної колегії наукового журналу «Социально-гуманитарные знания».
Автор понад 400 наукових публікацій (монографій, навчальних посібників, брошур) та 11 поетичних збірок.

## Нагороди та премії
- Орден Дружби народів (1986)
- Медаль ордена «За заслуги перед Вітчизною» II ступеня (2002)[2]
- Золота медаль Асамблеї народів Росії
- Медаль «За бездоганну службу в Збройних Силах СРСР» (III, II, I ст.)[3]
- Медаль «Ветеран Збройних Сил»
- Медаль «200 років Міністерству оборони»
- Медаль «30 років Болгарської народної армії»